# Pyrausta sumptuosalis
Pyrausta sumptuosalis là một loài bướm đêm trong họ Crambidae.